# Operace Crossroads

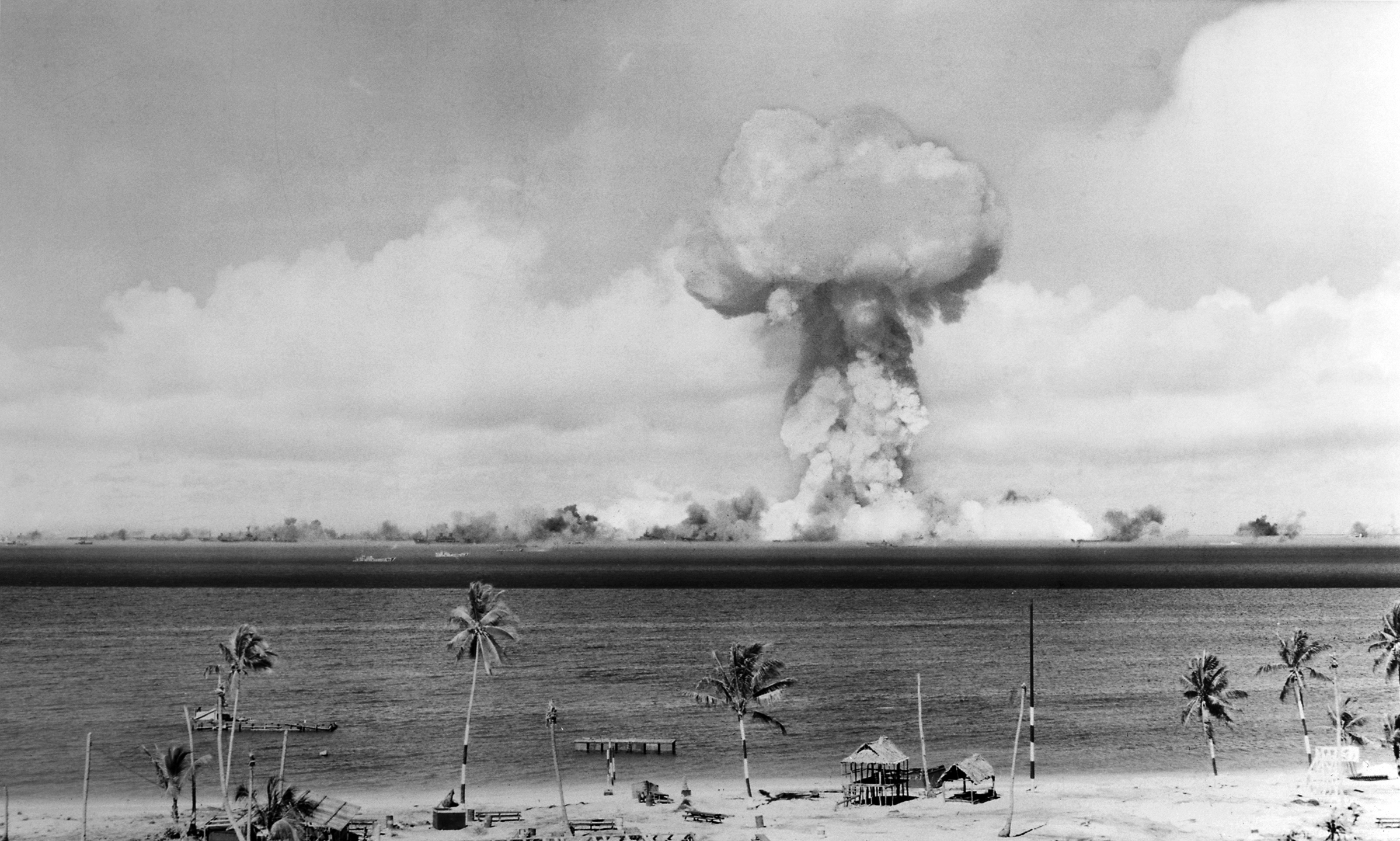
Výbuch Able. 1. července 1946

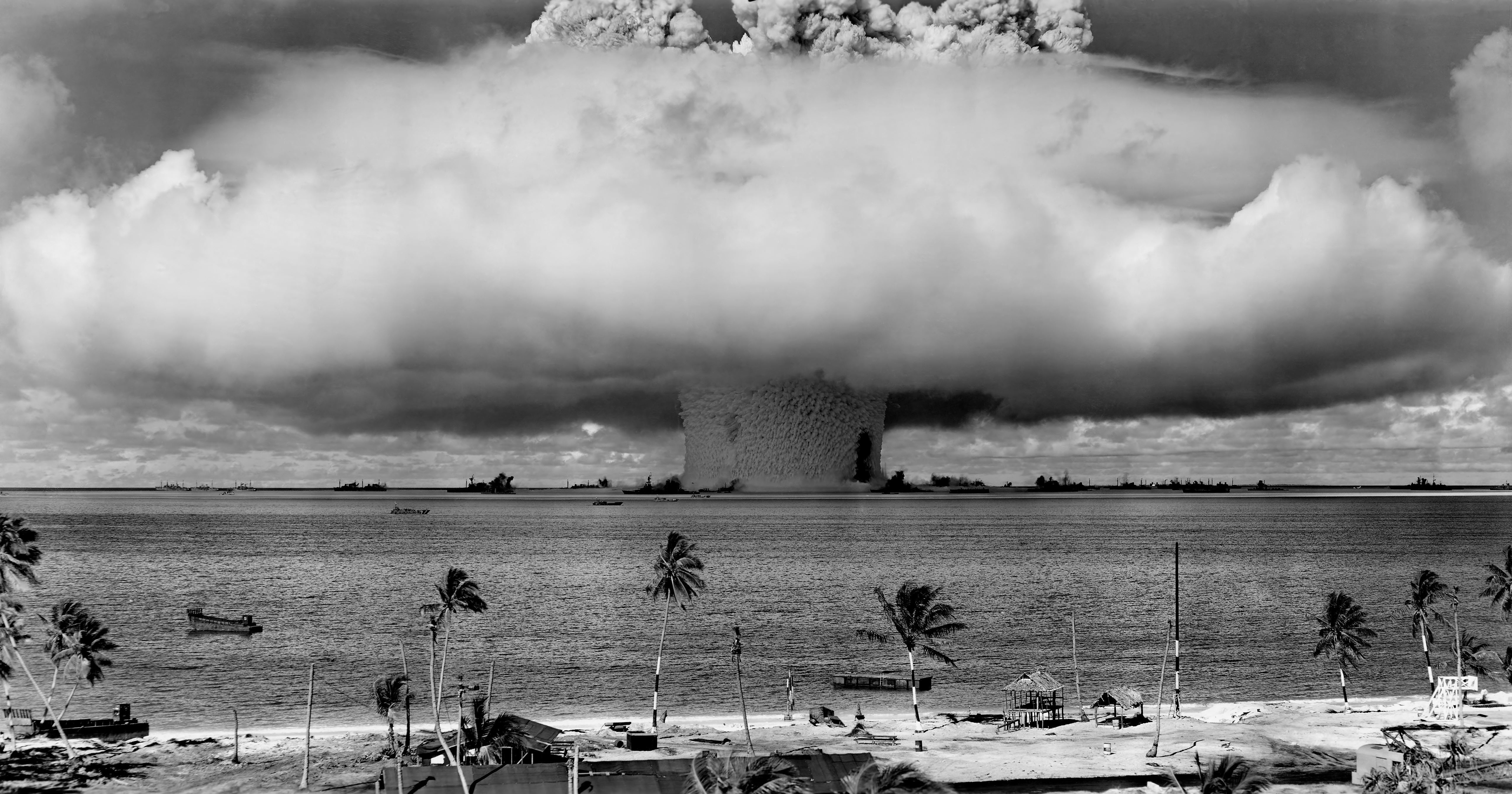
Výbuch Baker. 26. července 1946

Operace Crossroads je krycí označení pro sérii zkušebních testů jaderných zbraní, které v létě 1946 provedly Spojené státy americké na atolu Bikini. Byly to první poválečné jaderné testy. Jejich cílem bylo zjistit účinnost použití jaderných zbraní proti válečným lodím, další technice a zvířatům. V prostoru výbuchu bylo soustředěno pět bitevních lodí, čtyři křižníky, dvě letadlové lodě, 12 torpédoborců, osm ponorek, obchodní a výsadkové lodě. Použity byly jak starší americké válečné lodě, tak lodě předané USA jako kořist po jejich vítězství v druhé světové válce.
Během operace Crossroads byly provedeny celkem dva jaderné testy. Obě použité pumy měly sílu okolo 23 kilotun TNT. Při testu Able, uskutečněném dne 1. července 1946, vybuchla puma shozená z bombardéru. K výbuchu došlo 158 metrů nad zemí. Druhým v pořadí byl test Baker 25. července 1946 – výbuch pumy umístěné na dně atolu v hloubce 27,5 metru. Test Charlie, plánovaný na rok 1947, byl nakonec zrušen, protože se námořnictvu nepodařilo dekontaminovat při předchozích testech ozářené lodě. Výbuchy Able a Baker představovaly v pořadí čtvrtý a pátý jaderný výbuch v historii – po testu Trinity a atomovém bombardování Hirošimy a Nagasaki.
Byly to zároveň první z mnoha zkušebních jaderných testů, které USA provedly na Marshallových ostrovech. Kvůli provedení jaderných zkoušek bylo obyvatelstvo atolu donuceno Bikini opustit a atol je kvůli radiaci dodnes neobydlený. Pouze ho krátkodobě navštěvují sportovní potápěči, aby si prohlédli atraktivní vraky při testech potopených lodí. Na dně laguny leží například bitevní loď Nagato a letadlová loď USS Saratoga.